# Anatolij Isakovič Lur'ie
Anatolij Isakovič Lur'ie, in russo Анатолий Исакович Лурье? (Mogilev, 19 luglio 1901 – Leningrado, 12 febbraio 1980), è stato un ingegnere sovietico.
Fu uno studioso sovietico attivo nel campo della meccanica teorica e applicata, fu membro del comitato nazionale per la meccanica teorica e applicata, e anche membro del Comitato per l'ingegneria dell'USSR a partire dal 10 giugno 1960.
Lurie si laureò nel 1925 all'Istituto politecnico di Leningrado (LPI). Tra il 1925 e il 1941 lavorò presso il politecnico, dal 1935 con incarico di professore. Tra il 1936 e il 1941 era contemporaneamente titolare di una cattedra di Meccanica Teorica al LPI e a capo del dipartimento dell'Istituto di Ricerca di Ingegneria Meccanica dell'Università Statale di Leningrado. Nel 1939 fu gli fu conferito il titolo di Dottore di Scienze Tecniche, senza bisogno di presentare nessuna tesi. Tra il 1942 e il 1944 fu a capo del dipartimento di Meccanica Teorica nell'Istituto Industriale degli Urali, in seguito fino alla fine della carriera accademica (1977), Lurie diresse il dipartimento di "Динамика и прочность машин" (Macchine dinamiche) dell'Istituto Politecnico di Leningrado che era stato riorganizzato sulle basi del dipartimento di "Fenomeni dinamici nei macchinari e nei meccanismi" (Динамические явления в машинах и механизмах), che era stato creato nel 1930 come branca di meccanica tecnica dell'Istituto di Fisica-meccanica di Leningrado diretto dal professor E.L.Nicolai. Il dipartimento si prefiggeva di preparare ingegneri e fisici specializzati in dinamica delle macchine. Circa nello stesso periodo, una simile specializzazione apparve all'Istituto Politecnico di Charkiv e solo dopo più di trenta anni (nel 1961) anche presso l'università tecnica della capitale Mosca. Nel 1960, in concomitanza di un'espansione nell'interesse nelle attività educative scientifiche, il dipartimento di Lurie all'LPI fu rinominato "Dipartimento di meccanica e dei processi di gestione".
A Lurie si devono risultati di importanza fondamentale riguardo alla teoria sull'elasticità (nel caso lineare e non lineare), alla teoria della sostenibilità delle fluttuazioni, alla teoria del controllo automatico.

## Opere maggiori
- E.L. Nicolai, A.I. Lurie, I modi fondamentali di vibrazione (Вибрации фундаментов рамного типа), Gosstroyizdat. 1933.
- L.G. Loytsyansky, Ingegneria meccanica (Теоретическая механика), GTTI, 1932-1934.
- A.I. Lurie, Статика тонкостенных упругих оболочекs, Gostehizdat. 1947.
- A.I. Lurie, Concetti teorici di automatica non lineare (Некоторые нелинейные задачи теории автоматического регулирования), Gostehizdat. 1951.
- A.I. Lurie, Costi operativi e annessi	della meccanica (Операционное исчисление и его приложения к задачам механики), Mosca: GITTL. 1951.
- A.I. Lurie, Teoria di elasticità spaziale (Пространственные задачи теории упругости), Mosca: GITTL. 1955.
- L.G. Loytsyansky, A.I. Lurie, Meccanica teorica (Курс теоретической механики),  Mosca: GITTL. 1955.
- A.I. Lurie, Statics of Thin-walled Elastic Shells, Mosca, 1947; (Traduzione, AEC-tr-3798, Commissione per l'Energia Atomica, 1959).
- A.I. Lurie, Meccanica analitica (Аналитическая механика), GIFML. 1961.
- A.I. Lurie, Analytical Mechanics. Springer. Berlin. 2002.
- A.I. Lurie, Teoria dell'elasticità (Теория упругости), Nauka, 1970.
- A.I. Lurie, Teoria non lineare dell'elasticità (Нелинейная теория упругости), Nauka, 1980.
- A.I. Lurie, Nonlinear theory of elasticity. North-Holland. Amsterdam. 1990